# Zapasy na Letnich Igrzyskach Olimpijskich 1996 – kategoria do 100 kg w stylu wolnym
Zmagania mężczyzn do 100 kg to jedna z dziesięciu męskich konkurencji w zapasach w stylu wolnym rozgrywanych podczas Letnich Igrzysk Olimpijskich 1996. Pojedynki w tej kategorii wagowej odbyły się w dniach 30 – 31 lipca.

## Klasyfikacja[1]
| Pozycja | Nazwisko                     | Kraj              |
| ------- | ---------------------------- | ----------------- |
| 1       | Kurt Angle                   | Stany Zjednoczone |
| 2       | Abbas Dżadidi                | Iran              |
| 3       | Arawat Sabiejew              | Niemcy            |
| 4       | Siergiej Kowalewski          | Białoruś          |
| 5       | Marek Garmulewicz            | Polska            |
| 6       | Konstantin Aleksandrow       | Kirgistan         |
| 7       | Sagid Murtazalijew           | Ukraina           |
| 8       | Oleg Ladik                   | Kanada            |
| 9       | Wilfredo Morales             | Kuba              |
| 10      | Dolgorsürengijn Sumjaabadzar | Mongolia          |
| 11      | Dawud Magomiedow             | Azerbejdżan       |
| 12      | Arvi Aavik                   | Estonia           |
| 13      | Zaza Tkeszelaszwili          | Gruzja            |
| 14      | Leri Chabiełow               | Rosja             |
| 15      | Milan Mazáč                  | Słowacja          |
| 16      | Daniel Sánchez               | Portoryko         |
| 17      | Kim Tae-u                    | Korea Południowa  |
| 18      | Shkëlqim Troplini            | Albania           |
| .       | Ben Vincent                  | Australia         |

## Zasady[2]
- TO – Łopatki
- PP – Na punkty (Pokonany zdobył punkty)
- PO – Na punkty (Pokonany bez punktów)
- PA – Kontuzja
- ST – Przewaga (10 punktów różnicy, pokonany bez punktów)
- SP – Przewaga (10 punktów różnicy, pokonany zdobył punkty)

## Wyniki

### Runda 1
|                              | Wynik |                     | Punkty |
| 1/16                         | 1/16  | 1/16                | 1/16   |
| ---------------------------- | ----- | ------------------- | ------ |
| Siergiej Kowalewski          | 0–3   | Arawat Sabiejew     | 0–3 PO |
| Kim Tae-u                    | 0–6   | Wilfredo Morales    | 0–3 PO |
| Dolgorsürengijn Sumjaabadzar | 0–4   | Kurt Angle          | 0–3 PO |
| Konstantin Aleksandrow       | 2–1   | Milan Mazáč         | 3–1 PP |
| Daniel Sánchez               | 0–8   | Arvi Aavik          | 0–4 TO |
| Leri Chabiełow               | 2–0   | Zaza Tkeszelaszwili | 3–0 PO |
| Dawud Magomiedow             | 0–4   | Abbas Dżadidi       | 0–3 PO |
| Shkëlqim Troplini            | 0–7   | Oleg Ladik          | 0–4 TO |
| Ben Vincent                  | 0–11  | Marek Garmulewicz   | 0–4 ST |
| Sagid Murtazalijew           |       | Bez walki           |        |

### Runda 2
|                              | Wynik |                     | Punkty |
| 1/8                          | 1/8   | 1/8                 | 1/8    |
| ---------------------------- | ----- | ------------------- | ------ |
| Sagid Murtazalijew           | 13–3  | Arawat Sabiejew     | 4–1 SP |
| Wilfredo Morales             | 0–2   | Kurt Angle          | 0–3 PO |
| Konstantin Aleksandrow       | 1–0   | Arvi Aavik          | 3–0 PO |
| Leri Chabiełow               | 0–4   | Abbas Dżadidi       | 0–3 PO |
| Oleg Ladik                   | 0–3   | Marek Garmulewicz   | 0–3 PO |
| Repasaże                     |       |                     |        |
| Siergiej Kowalewski          | 3–1   | Kim Tae-u           | 3–1 PP |
| Dolgorsürengijn Sumjaabadzar | 4–2   | Milan Mazáč         | 3–1 PP |
| Daniel Sánchez               | 2–3   | Zaza Tkeszelaszwili | 1–3 PP |
| Dawud Magomiedow             | 10–0  | Shkëlqim Troplini   | 4–0 ST |
| Ben Vincent                  |       | Bez walki           |        |

### Runda 3
|                              | Wynik |                     | Punkty |
| 1/4                          | 1/4   | 1/4                 | 1/4    |
| ---------------------------- | ----- | ------------------- | ------ |
| Sagid Murtazalijew           | 3–4   | Kurt Angle          | 1–3 PP |
| Konstantin Aleksandrow       |       | Bez walki           |        |
| Abbas Dżadidi                |       | Bez walki           |        |
| Marek Garmulewicz            |       | Bez walki           |        |
| Repasaże                     |       |                     |        |
| Ben Vincent                  | 0–10  | Siergiej Kowalewski | 0–4 ST |
| Dolgorsürengijn Sumjaabadzar | 6–2   | Zaza Tkeszelaszwili | 3–1 PP |
| Dawud Magomiedow             | 1–3   | Arawat Sabiejew     | 1–3 PP |
| Wilfredo Morales             | 3–1   | Arvi Aavik          | 3–1 PP |
| Leri Chabiełow               | WO    | Oleg Ladik          | 0–4 PA |

### Runda 4
|                     | Wynik    |                              | Punkty   |
| Półfinał            | Półfinał | Półfinał                     | Półfinał |
| ------------------- | -------- | ---------------------------- | -------- |
| Kurt Angle          | 4–1      | Konstantin Aleksandrow       | 3–1 PP   |
| Abbas Dżadidi       | 4–1      | Marek Garmulewicz            | 3–1 PP   |
| Repasaże            |          |                              |          |
| Siergiej Kowalewski | 3–0      | Dolgorsürengijn Sumjaabadzar | 4–0 TO   |
| Arawat Sabiejew     | 3–2      | Wilfredo Morales             | 3–1 PP   |
| Oleg Ladik          | 1–4      | Sagid Murtazalijew           | 1–3 PP   |

### Runda 5
|                     | Wynik    |                    | Punkty   |
| Repasaże            | Repasaże | Repasaże           | Repasaże |
| ------------------- | -------- | ------------------ | -------- |
| Siergiej Kowalewski | 8–4      | Sagid Murtazalijew | 3–1 PP   |
| Arawat Sabiejew     |          | Bez walki          |          |

### Runda 6
|                        | Wynik    |                   | Punkty   |
| Repasaże               | Repasaże | Repasaże          | Repasaże |
| ---------------------- | -------- | ----------------- | -------- |
| Konstantin Aleksandrow | 0–10     | Arawat Sabiejew   | 0–4 ST   |
| Siergiej Kowalewski    | 4–0      | Marek Garmulewicz | 3–0 PO   |

### Finały[12]
|                        | Wynik            |                     | Punkty           |
| O siódme miejsce       | O siódme miejsce | O siódme miejsce    | O siódme miejsce |
| ---------------------- | ---------------- | ------------------- | ---------------- |
| Sagid Murtazalijew     | 3–1              | Oleg Ladik          | 3–1 PP           |
| O piąte miejsce        |                  |                     |                  |
| Konstantin Aleksandrow | WO               | Marek Garmulewicz   | 0–4 PA           |
| O brązowy medal        |                  |                     |                  |
| Arawat Sabiejew        | 7–4              | Siergiej Kowalewski | 3–1 PP           |
| Finał                  |                  |                     |                  |
| Kurt Angle             | 1–1              | Abbas Dżadidi       | 3–1 PP           |